# Elezioni parlamentari in Turchia del 1973
Le elezioni parlamentari in Turchia del 1973 si tennero il 14 ottobre per il rinnovo della Grande Assemblea Nazionale Turca.

## Risultati
| Liste                                    | Voti       | %     | Seggi |
| ---------------------------------------- | ---------- | ----- | ----- |
| Partito Popolare Repubblicano (CHP)      | 3 570 583  | 33,30 | 185   |
| Partito della Giustizia (AP)             | 3 197 897  | 29,82 | 149   |
| Partito Democratico (DP)                 | 1 275 502  | 11,89 | 45    |
| Partito della Salvezza Nazionale (MSP)   | 1 265 771  | 11,80 | 48    |
| Partito della Fiducia Repubblicana (CGP) | 564 343    | 5,26  | 13    |
| Partito del Movimento Nazionalista (MHP) | 362 208    | 3,38  | 3     |
| Partito dell'Unità (BP)                  | 121 759    | 1,14  | 1     |
| Partito della Nazione (MP)               | 62 377     | 0,58  | –     |
| Indipendenti                             | 303 218    | 2,83  | 6     |
| Totale                                   | 10 723 658 | 100   | 450   |